# ستيفن تي أسماء
ستيفن تي أسماء (بالإنجليزية: Stephen T. Asma)‏ هو باحث في الأديان وفيلسوف وكاتب العمود وبروفيسور أمريكي، ولد في 1966.

## وصلات خارجية
- الموقع الرسمي